# ناصر بير
ناصر بير بخش عباس (مواليد 27 يناير 1999، لاعب كرة قدم قطري يجيد اللعب في خط الظهير الأيمن مع نادي قطر في دوري نجوم قطر.

## روابط خارجية
- ناصر بير على موقع Soccerway.com (الإنجليزية)